# Spodoptera
Spodoptera is een geslacht van vlinders uit de familie van de uilen (Noctuidae).

## Soorten
- S. albula Walker, 1857
- S. androgea Stoll, 1780
- S. apertura (Walker, 1865)
- S. cilium Guenée, 1852 – Brede Florida-uil
- S. compta Walker, 1869
- S. cosmioides Walker, 1858
- S. depravata Butler, 1879
- S. descoinsi Lalanne-Cassou & Silvain, 1994
- S. dolichos Fabricius, 1794
- S. eridania Stoll, 1781
- S. evanida Schaus, 1914
- S. excelsa Rougeot & Laporte, 1983
- S. exempta (Walker, 1857)
- S. exigua (Hübner, 1808) – Florida-uil
- S. frugiperda Smith & Abbot, 1797
- S. hennia Swinhoe, 1901
- S. hipparis Druce, 1887
- S. latifascia Walker, 1856
- S. littoralis (Boisduval, 1833) – Katoenuil
- S. litura Fabricius, 1775
- S. malagasy Viette, 1967
- S. marima Schaus, 1904
- S. mauritia (Boisduval, 1833)
- S. obstans Walker, 1865
- S. ochrea Hampson, 1909
- S. ornithogalli Guenée, 1852
- S. pecten Guenée, 1852
- S. pectinicornis Hampson, 1895
- S. picta Guérin-Meneville, 1830
- S. praefica Grote, 1875
- S. pulchella Herrich-Schäffer, 1868
- S. roseae Schaus, 1923
- S. teferii Laporte, 1984
- S. trajiciens Walker, 1865
- S. triturata (Walker, 1857)
- S. umbraculata Walker, 1858